# 坂井猛
坂井 猛（さかい たける、1962年7月6日 - ）は、日本の建築学者、都市計画学者、アーバンデザイナー、キャンパスプランナー。
九州大学新キャンパス計画推進室教授。九州大学大学院人間環境学府教授。九州大学工学部建築学科教授。
博士（工学）、一級建築士。

## 概要
福岡県生まれ。研究分野は、都市計画、公共空間計画、景観計画、キャンパス計画。指導学生にパイプドHD創業者の佐谷宣昭など。
日本建築学会、日本都市計画学会、アジア景観デザイン学会、国際ハビタット工学デザイン学会、芸術工学会、日本造園学会に所属。

## 略歴
- 1985年　九州大学工学部建築学科卒業
- 1987年　九州大学大学院修士課程修了
- 1987年　綜合建築設計研究所（光吉健次顧問・九州大学名誉教授、茂木謙吾所長）において、アジア太平洋博覧会会場基本計画および建築基本設計・実施設計、門司港拠点文化施設調査、教育施設、宗教施設、公共施設、商業施設、交通施設等の基本設計・実施設計を担当。
- 1991年　福岡県総務部県庁舎跡地対策課において、仮称福岡県国際文化会館（アクロス福岡）建設を担当。
- 1993年　九州大学 助手。同年8月新キャンパス計画推進室 助手。
- 1994年　九州大学 講師
- 1995年　博士（工学）。論文の題は「絵になる景観の構図と視点場探索手法に関する研究」[2]。
- 1996年　九州大学 助教授
- 1999年　九州大学大学院 助教授
- 2000年　九州大学新キャンパス計画推進室 副室長
- 2007年　九州大学大学院 准教授
- 2007年　九州大学 教授（新キャンパス計画推進室、大学院人間環境学府、工学部建築学科）

## 構想・計画・設計
- 1994年、九州大学新キャンパス基本構想0次案（室員）
- 1995年、九州大学新キャンパス基本構想1次案（室員）
- 1998年、九州大学新キャンパス造成基本計画（室員）
- 2000年、九州大学統合移転事業環境影響評価（室員）
- 2001年、九州大学学術研究都市構想（委員）
- 2001年、九州大学新キャンパスマスタープラン2001（副コアチーム長）
- 2001年、「新キャンパス計画マスタープラン2001」等により、杉岡洋一・九州大学総長がマンスフィールド賞を受賞した。
- 2002年　「九州大学新キャンパス建設における環境保全」（九州大学および福岡市土地開発公社）が、平成13年度土木学会環境賞を受賞した。
- 2002年、九州大学工学系地区基本設計（コアチーム長）
- 2003年、九州大学センター地区基本設計（コアチーム長）
- 2004年、九州大学新キャンパス・パブリックスペース・デザインマニュアル（委員）
- 2006年、九州大学新キャンパス理学系地区基本設計（副コアチーム長）
- 2006年、福岡市アイランドシティ・デザインガイドライン（福岡市東区、委員）
- 2008年、福岡市港湾局エコパークゾーン等水域利用検討（副委員長）
- 2009年、「九州大学伊都キャンパス」により九州大学ほかが、平成21年度福岡市都市景観賞を受賞した。
- 2009年、福岡市博多駅前広場等再整備計画（委員）
- 2010年、九州大学農学系地区基本設計（副コアチーム長）
- 2010年、九州大学病院地区フレームワークプラン（委員）
- 2010年、九州大学大橋地区フレームワークプラン（委員）
- 2011年、福岡市アイランドシティ・デザインガイドライン改訂版（福岡市東区、委員）
- 2011年、九州大学六本松跡地まちづくりガイドライン（福岡市中央区、委員長）
- 2006-2012年、福岡市港湾局海浜プロムナード・あいたか橋（福岡市東区、検討会座長, 基本設計検討委員会委員, 橋名選定委員会委員長）
- 2012年、福岡市地下鉄七隈線沿線まちづくりガイドライン（福岡市博多区、委員長）
- 2012年、糸島市都市計画マスタープラン（福岡県糸島市、会長）
- 2013年、九州大学箱崎キャンパス跡地利用将来ビジョン（副会長）
- 2013年、九州大学新キャンパス文系地区基本設計（副コアチーム長）

## 著作

### 共著
1. 『新建築学シリーズ10都市計画』 （朝倉書店、1999年4月）
2. 『広重の浮世絵風景画と景観デザイン』 （九州大学出版会、2004年2月）
3. 『キャンパス・マネジメント・ハンドブック』 （日本建築学会、2004年8月）
4. 『これからのキャンパス・デザイン』 （九州大学出版会、2007年7月）
5. 『地域と大学の共創まちづくり』 （学芸出版社、2008年11月）
6. 『まちおこし・ひとづくり・地域づくり』 （櫂歌書房、日本都市学会特別賞受賞, 2011年4月）
7. 『福岡市合併50年記念誌もとおか』 （松古堂、2011年10月）
8. 『いまからのキャンパスづくり』 （日本建築学会、2011年11月）